# Pull & Bear
Pull & Bear je španělský prodejce oblečení a doplňků se sídlem v španělském městě Narónu v Galicii. Společnost byla založena v roce 1986 pod jménem New Wear S.A.. Začala prodávat přes internetový obchod v září 2011. Patří pod společnost Inditex, která je vlastníkem značek jako například Zara a Bershka.

## Koncept a styl
- Zaměřuje se na ležérní, uvolněné oblečení a doplňky pro mladé lidi v městském stylu za dostupné ceny.
- Obchody jsou navrženy tak, aby byly atraktivní pro jejich cílovou skupinu.[2]
- Časté použití grafických prvků a textů na oblečení.
- Pull & Bear se snaží sloučit kreativitu, kvalitní design a snaží se rychle reagovat na požadavky trhu.

## Obchody

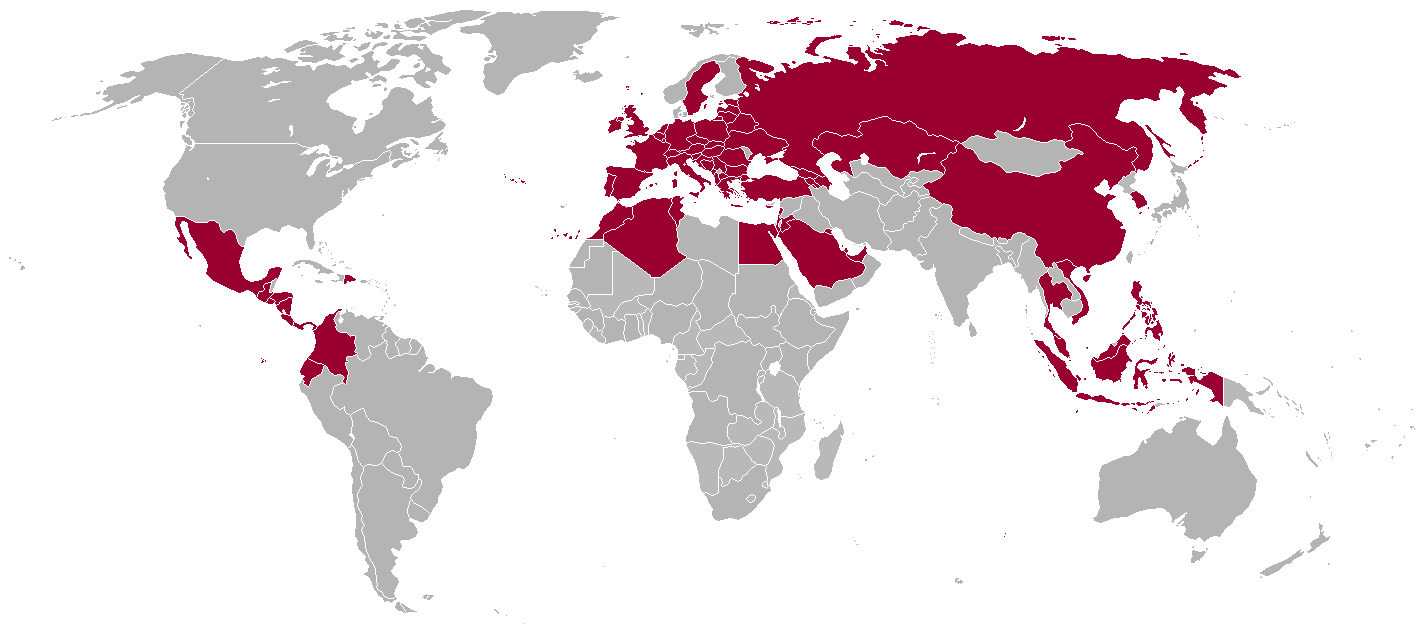
Rozšíření obchodů Pull & Bear po světě v roce 2011

Pull & Bear má po světě přes 850 obchodů, toto číslo se rychle zvětšuje.[zdroj?]